# Anna Rybicka
Anna Rybicka, född den 28 mars 1977 i Gdynia, Polen, är en polsk fäktare som ingick i det polska lag som tog OS-silver i damernas lagtävling i florett i samband med de olympiska fäktningstävlingarna 2000 i Sydney.